# فنتون (لوئیزیانا)
فنتون (به انگلیسی: Fenton) شهری در ایالت لوئیزیانا کشور ایالات متحده آمریکا است که جمعیت آن در سرشماری سال ۲۰۱۰ میلادی، ۳۷۹ نفر بوده‌است.